# NGC 4346
NGC 4346 ist eine linsenförmige Galaxie vom Hubble-Typ SB0 mit aktivem Galaxienkern im Sternbild Jagdhunde am Nordsternhimmel. Sie ist schätzungsweise 40 Millionen Lichtjahre von der Milchstraße entfernt und hat einen Durchmesser von etwa 35.000 Lichtjahren. Die Galaxie ist Teil des Ursa-Major-Galaxienhaufens und Mitglied der NGC 4051-Gruppe (LGG 269). 
Das Objekt wurde am 1. April 1788 von Wilhelm Herschel entdeckt.